# Niels "Aars" Jensen
Niels "Aars" Jensen (født 1603 i Aars, død 16. maj 1672 i Viborg) var en anset rektor og magister på Viborg Skole i 1600-tallet. Han blev jævnlig omtalt som Aars, efter sin fødeby af samme navn. 
Jensen blev i 1623 student fra Viborg skole. I 1635 blev han rektor på selv samme skole indtil sin død 37 år senere, hvilket betød at han var rektor lige så længe som sine tolv forgængere tilsammen. To år efter at være tiltrådt som rektor, tog han i 1637 magistergraden. 